# تپه گورستان روستای دیزان
تپه قبرستان روستای دیزان مربوط به دوران‌های تاریخی پس از اسلام است و در شهرستان بوئین‌زهرا، روستای دیزان واقع شده و این اثر در تاریخ ۱۰ مهر ۱۳۸۰ با شمارهٔ ثبت ۳۹۳۲ به‌عنوان یکی از آثار ملی ایران به ثبت رسیده است.